# Copperheads
Pour les articles homonymes, voir Copperhead.

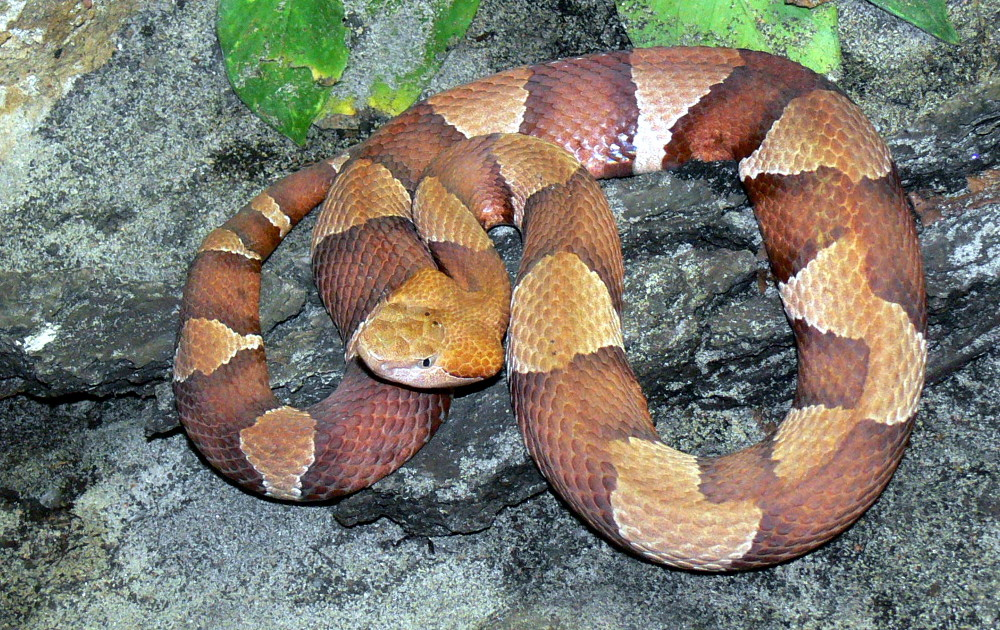
Les démocrates pacifistes les plus radicaux adoptèrent le surnom dont les républicains bellicistes les avaient affublés : « copperheads » (Agkistrodon contortrix).

Les copperheads (vipères cuivrées en anglais) sont un groupe de démocrates du Nord des États-Unis, opposés à la guerre de Sécession qui désiraient un accord de paix immédiat avec les Confédérés. Ils furent nommés ainsi par leurs opposants, les républicains, en référence au serpent cuivré Agkistrodon contortrix. Ces serpents sont capables d'attaquer sans prévenir et sont venimeux, mais leur morsure est rarement mortelle.
Ils furent aussi nommés Peace Democrats (Démocrates pour la Paix en français - la treizième édition de l'American Pageant les dissocie toutefois en partie des copperheads, qui auraient été seulement l'extrême de ce groupe pacifiste) — ou Butternuts (noix de beurre en français, fruits du noyer cendré Juglans cinerea, en référence à la couleur jaune kaki de l'uniforme de certains Confédérés). Un des plus célèbres copperheads était Clement L. Vallandigham, représentant de l'Ohio.
Les « Vipères cuivrées » n'étaient pas représentatifs de tout le parti démocrate, mais plutôt de son aile la plus hostile à la politique de Lincoln. Ils s'opposaient dans une certaine mesure aux modérés du parti, et plus encore aux Démocrates de guerre, membres minoritaires du parti démocrate favorables à la guerre contre le Sud et à l'abolition de l'esclavage.

## Agenda

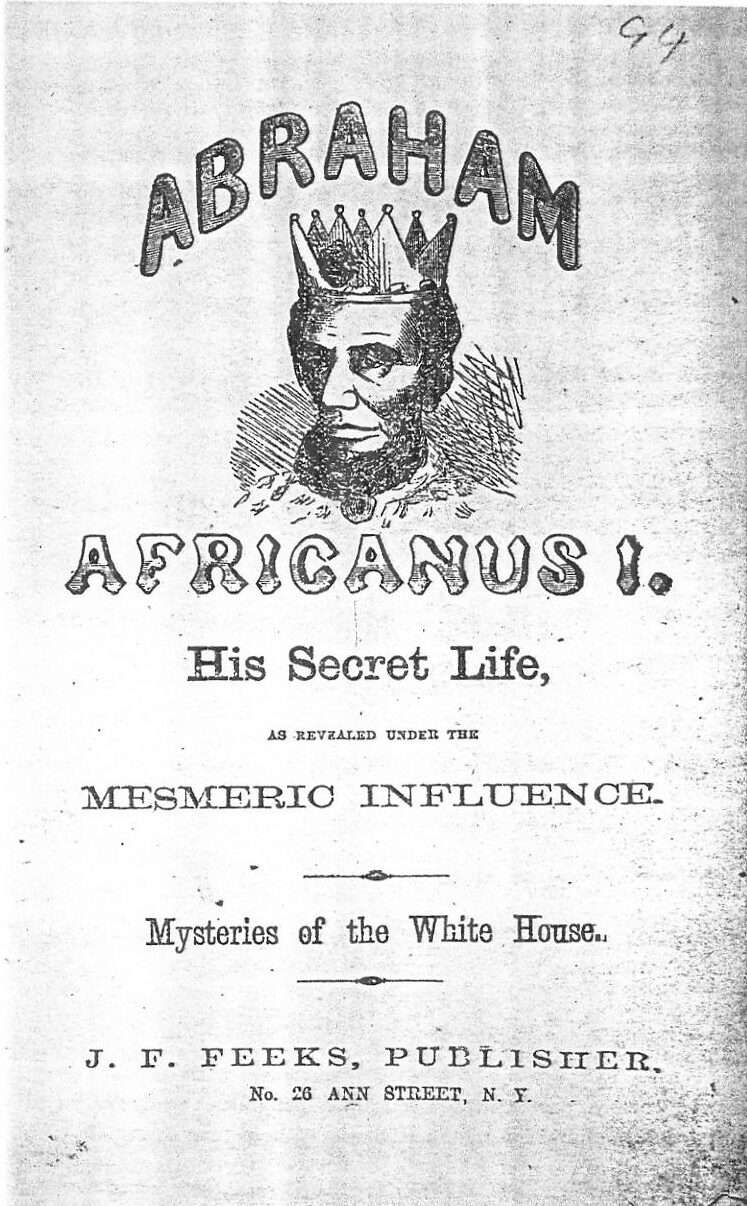
Pamphlet « Copperhead » de 1864.

Durant la guerre de Sécession (1861-1865), les copperheads, tout en soutenant le principe de l'Union des États américains, s'opposèrent fortement à la guerre dont ils rendaient les abolitionnistes responsables. Ils réclamaient un accord de paix immédiat avec le Sud et défiaient les lois sur la conscription. Ils réclamaient également l'éviction du pouvoir d'Abraham Lincoln et des Républicains. Pour eux, Lincoln était un tyran qui détruisait les valeurs républicaines par ses actes arbitraires et despotiques. 
Certains essayèrent de pousser des soldats de l'Union à déserter. Quelques-uns envisagèrent même d'aider les prisonniers de guerre confédérés à prendre le contrôle de leurs camps de prisonniers et à s'échapper. Ils rencontrèrent parfois des agents confédérés et quelques-uns acceptèrent de l'argent du Sud, bien qu'à cette époque la plupart des dirigeants des partis démocrates se fussent tenus fermement à l'écart des avances des confédérés qui encourageaient les copperheads chaque fois que cela était possible.

## Journaux
Des « vipères cuivrées » étaient à la tête de nombreux journaux reconnus, mais n’ont jamais formé une alliance de presse.
À Chicago, Wilbur F. Storey positionna le Chicago Times en tant qu’ennemi principal et vitupérant de Lincoln. 
Le New York Journal of Commerce, à l’origine abolitionniste, fut vendu à des propriétaires qui devinrent des « vipères cuivrées » et firent entendre leur message dans tout New York. 
Edward G. Roddy, propriétaire du Genius of Libertyde de la ville d'Uniontown en Pennsylvanie, était un patron de presse typique des copperheads. C'était un démocrate convaincu qui considérait les Noirs comme inférieurs et Abraham Lincoln comme un despote et un imbécile. Bien qu’il ait soutenu l’effort de guerre en 1861, il accusait les abolitionnistes de prolonger la guerre et dénonçait le despotisme croissant du gouvernement. En 1864, il appelait à la paix à n’importe quel prix.
Le Metropolitan Record de John Mullaly était le journal catholique plus ou moins officiel de New York. Relayant l’opinion irlandaise, il soutiendra la guerre jusqu’en 1863, avant de devenir un organe de presse des « vipères cuivrées ». Son propriétaire fut même arrêté pour son opposition trop affichée.
Même à une époque d’esprit de parti journalistique poussé, les journaux des « vipères cuivrés » détonaient par leur rhétorique agressive. Un directeur de journal du Wisconsin, Marcus M. Pomeroy qualifia Lincoln de « pourriture sortie du ventre corrompu de la bigoterie et du fanatisme » et de « pire tyran et boucher inhumain ayant existé depuis Néron… ». Il ajouta : « L’homme qui vote maintenant pour Lincoln est un traître et un assassin… Et s’il est élu pour mal gouverner encore quatre années de plus, nous sommes certains que quelqu’un de courageux lui percera le cœur d’une dague, pour le bien commun. »

## La résistance descopperheads

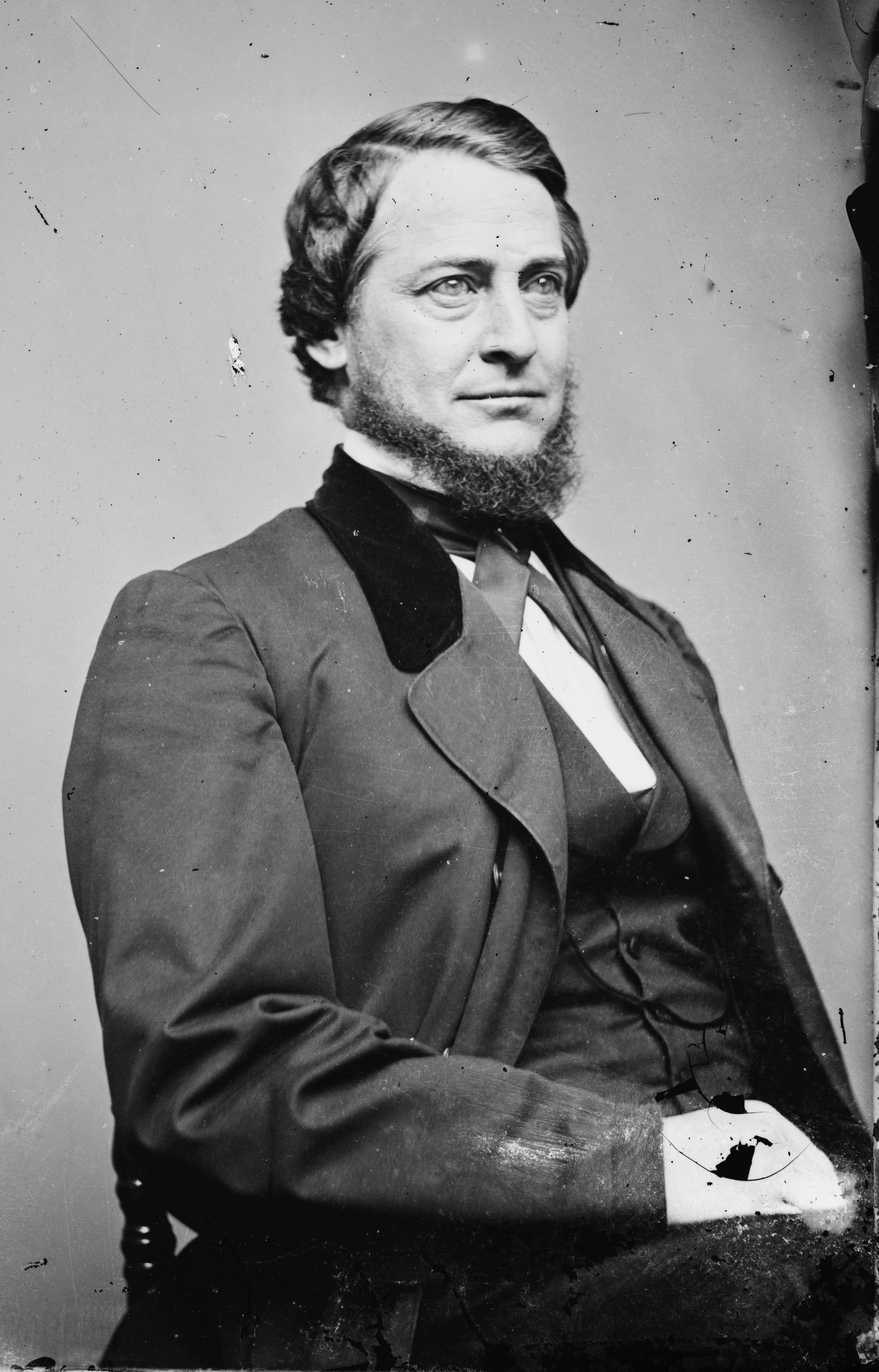
Clement Vallandigham, un des principaux leader des Copperheads, et inventeur du slogan : maintenir la Constitution comme elle est, et restaurer l'Union telle qu'elle était.

Les copperheads parlaient parfois de résistance violente, et, dans certains cas, commencèrent à l’organiser. Ils n’ont toutefois jamais réellement organisé une attaque physique contre le gouvernement. En tant qu’opposants à la guerre, les copperheads étaient suspectés de déloyauté, et Lincoln fit souvent arrêter et emprisonner sans procès leurs dirigeants dans des prisons militaires. Un exemple célèbre est la « motion générale Numéro 38 », ou General Order Number 38, édictée en 1863 en Ohio par le général Ambrose Burnside. Cette motion rendait illégale (et donc jugeable par un tribunal militaire) le fait de critiquer la guerre de quelque façon que ce soit. Cette loi fut utilisée pour arrêter l'un des représentants de l’Ohio, Clement L. Vallandigham, lorsque celui-ci critiqua la motion elle-même.
Le groupe rassemblant le plus de copperheads était probablement le groupe des « chevaliers du cercle doré », ou Knights of the Golden Circle. Formé en Ohio en 1850, il devint politique en 1861, se réorganisant et se rebaptisant « Ordre des Chevaliers américains » (Order of American Knights) en 1863. Il se transforma à nouveau en 1864 pour devenir l’« Ordre des Fils de la Liberté », avec Clement Vallandigham à sa tête. Un de ses dirigeants, Harrison H. Dodd, prêchait même pour un violent renversement des gouvernements de l’Indiana, de l’Illinois, du Kentucky et du Missouri en 1864. Les dirigeants des partis démocrates, et l’Investigation Fédérale réussirent cependant à contrecarrer cette conspiration. Malgré cet échec et le repli des copperheads, la tension restait palpable. 
Le soulèvement de Charleston (Illinois) ou Charleston Riot eut lieu en mars 1864. Les Républicains d’Indiana utilisèrent alors des éléments des « Fils de la Liberté » pour discréditer les Démocrates lors de l’élection des Représentants à la Chambre de 1864 en révélant une des conspirations anti-guerre des copperheads. Le procès militaire de Lambdin P. Milligan et d’autres « Fils de la Liberté » permis ainsi d'exposer leurs plans pour faire évader des prisonniers confédérés de l’État d’Indiana. Les coupables furent condamnés à être pendus mais la Cour suprême intervint en leur faveur, en statuant qu’ils auraient dû être jugés par un Tribunal Civil. Cette affaire est connue sous le nom d’Ex Parte Milligan.
La plupart des « vipères cuivrées » se sont activement engagées en politique. Le 1er mai 1863, Clement Vallandigham, ancien représentant de l'Ohio, déclara que « la guerre était menée non pas pour sauver l’Union mais pour libérer les Noirs et rendre les Blancs du Sud esclaves ». L’armée l’arrêta alors pour solidarité évidente avec l’ennemi. Il fut jugé en Cour Martiale et condamné à la prison, mais le président Lincoln commua sa condamnation en expulsion et bannissement du territoire. Les Démocrates le choisirent néanmoins comme candidat pour le poste de gouverneur de l’Ohio. En 1863, il fit campagne depuis le Canada mais fut battu après une intense campagne. Il prit part depuis les coulisses à la Convention démocrate de 1864 à Chicago. Cette convention permit de voter une plateforme politique très marquée par les « vipères cuivrées », mais le candidat à la présidence qui fut choisi par le parti était un militaire en exercice : George B. McClellan, entouré d'un militant pacifiste (George H. Pendleton) et de Clement Vallandigham, qui de plus est candidat au poste de « Secrétaire à la Guerre ». McClellan lui-même, favorable à la continuation de la guerre, se distancia de la plateforme politique du parti pour les élections. Cette somme de contradictions au sein du parti entrava sérieusement les chances démocrates d’éviter la réélection d’Abraham Lincoln.

## Valeurs politiques
Les valeurs des copperheads se plaçaient dans la continuité du courant politique jacksonien, favorable à la démocratie locale, aux libertés individuelles, à une société de petits agriculteurs indépendants, au patriotisme américain et à la domination blanche.
Les idées des copperheads séduisaient particulièrement les Sudistes installés au nord de la rivière Ohio, les pauvres touchés par la conscription et méfiants à l'égard des grands industriels de l'Est, ainsi que les marchands qui avaient perdu leurs fructueuses relations commerciales avec le Sud. La coalition des copperheads comprenait ainsi beaucoup d’irlando-américains catholiques des villes ouvrières et minières de l’Est, comme celles liées aux mines de charbon de Pennsylvanie. Cette faction politique avait aussi une forte influence chez les catholiques allemands du Midwest, principalement au Wisconsin.
Géographiquement, les copperheads étaient plus nombreuses dans les régions limitrophes du Sud, incluant les zones sud de l’Ohio, de l’Illinois, et de l’Indiana (Au Missouri, des groupes comparables était directement affiliés aux Confédérés). 
Les démocrates radicaux « vipères cuivrées » ont obtenu de bons résultats lors des élections locales et par États de 1862, surtout à New York, et ont même remporté la majorité aux législatives de l'Illinois et de l'Indiana. 
L’historien Kenneth Stampp a illustré l’idéologie des copperheads dans une description du sénateur de l’Indiana, Daniel W. Voorhees :

« Il y avait une certaine truculence chez Voorhees, « le grand sycomore du Wabash ». Lors de ses campagnes électorales, son tempérament chaud, sa partisanerie passionnée et son éloquence émouvante étaient un irrésistible appel à rejoindre les Démocrates de l’Ouest. Ses cris amers contre les tarifs protectionnistes et les banques nationales, ses intenses préjugés raciaux, sa suspicion à l’encontre des Yankees de l’Est, sa dévotion pour la liberté personnelle, sa défense de la Constitution et des lois de l’État étaient un reflet fidèle des aspirations de ses électeurs. Comme d’autres acteurs agraires de la mouvance jacksonienne, il rejetait la révolution politique et économique en cours. Voorhees idéalisait une façon de vivre qu’il pensait en passe d’être détruite par les « faiseurs de lois » alors à l’œuvre dans son pays. Ses courageuses protestations contre ces dangereux changements ont fait de lui une idole des Démocrates de la vallée du Wabash. »

— Kenneth M. Stampp, Indiana Politics during the Civil War (1949)
De leur côté, les historiens Richard O. Curry and Frank L. Klement indiquent que les copperheads étaient des traditionalistes résistant farouchement à la modernisation économique et sociale du pays et voulant rester fidèles aux anciennes méthodes. Curry en particulier les décrits comme luttant contre les chemins de fer, les banques et la modernisation industrielle,.

## Échec politique
L'opposition à la guerre fut assez forte dans une partie de l'opinion politique nordiste, et de violentes émeutes survinrent même à New York en juillet 1863. Les différentes tendances peace democrats faillirent même prendre le contrôle du parti à la mi-1864, et parvinrent à marquer profondément sa plateforme politique pour les élections de novembre 1864. Mais les victoires de plus en plus nettes de l'Union en 1864-1865, le sentiment de danger pour l'avenir du pays, la division des factions démocrates finit par souder la population du Nord derrière Lincoln, qui remporta nettement les élections du 8 novembre 1864 avec 56 % du vote populaire. Jennifer Weber a aussi montré que le rejet par les centaines de milliers de soldats de l'Union des copperheads, assimilés à des traitres, et le soutien massif de ces mêmes soldats à la réélection de Lincoln en 1864 ont été décisifs pour assurer la prédominance politique du courant favorable à la guerre et la victoire finale de l'Union.
Marqués par ces échecs, les démocrates ne parviendront pas à faire élire un président avant 1885 avec Grover Cleveland.

## Au cinéma
Le film Le Héros du silence (The Copperhead) réalisé par Charles Maigne en 1920 évoque le sujet des Copperheads.